# Tschindirtschero
Tschindirtschero (russisch Чиндирчеро) ist ein Skigebiet im zentralen Dagestan in der Nähe des Dorfes Ginta im Rajon Akuscha. 
Tschindirtschero wurde in den 2000er Jahren von lokalen, jedoch in Moskau ansässigen, Investoren zu einem Wintersportgebiet ausgebaut. Momentan existieren acht Bügellifte von jeweils etwa 250 Meter Länge. Die Gesamtpistenlänge beträgt drei Kilometer. Die meisten Touristen in Tschindirtschero stammen aus der Republik Dagestan.

## Wintersport
In Tschindirtschero kann Snowboard und Ski gefahren werden, auch andere Wintersportarten sind vertreten.
Da die wenigsten Touristen eine eigene Ausrüstung besitzen, ist die Miete der Ausrüstung in den Preis der Hotelübernachtung eingeschlossen.

### Weiterer Ausbau des Skigebiets
Bis im Jahre 2017 ist ein weiterer Ausbau des Skigebiets – unter anderem drei weitere Bügel- und drei längere Sessellifte – geplant; die Investitionskosten sollen fünf Milliarden Rubel betragen.

## Sommersportgebiet
Im Sommer werden Extremsportarten wie Gleitschirm- und Deltafliegen sowie Riverrafting angeboten.